# هنري ماكبرايد
هنري ماكبرايد (بالإنجليزية: Henry McBride)‏ هو قاضي ومحامي أمريكي، ولد في 7 فبراير 1856 في فارمنغتون في الولايات المتحدة، وتوفي في 7 أكتوبر 1937 في سياتل في الولايات المتحدة.